# محسون (اسم)
محسون هو اسم مذكر عربي، من الجمال، والجميل نقيض والقبيح، وقيلت حِسان، حُسن، حَسُنَ، حسُن، أحْسُنُ، حَسُنُ، 1. حَسُنَ العَمَلُ: جُمل حَسَنُ جمعه حسان حَسَنُ الأَخلاق، جميلها، حَسَنُ الوجه.

## شخصيات تحمل الاسم
- محسون قرمز غل: (1 أبريل 1964 - 2002)

## وصلات خارجية
اسم محسون على المعاجم